# Marsdenia smithii
Marsdenia smithii är en oleanderväxtart som beskrevs av Morillo. Marsdenia smithii ingår i släktet Marsdenia och familjen oleanderväxter. Inga underarter finns listade i Catalogue of Life.